# Indigofera oxytropoides
Indigofera oxytropoides är en ärtväxtart som beskrevs av Rudolf Schlechter. Indigofera oxytropoides ingår i släktet indigosläktet, och familjen ärtväxter. Inga underarter finns listade i Catalogue of Life.